# Filialkirche Aschau im Burgenland

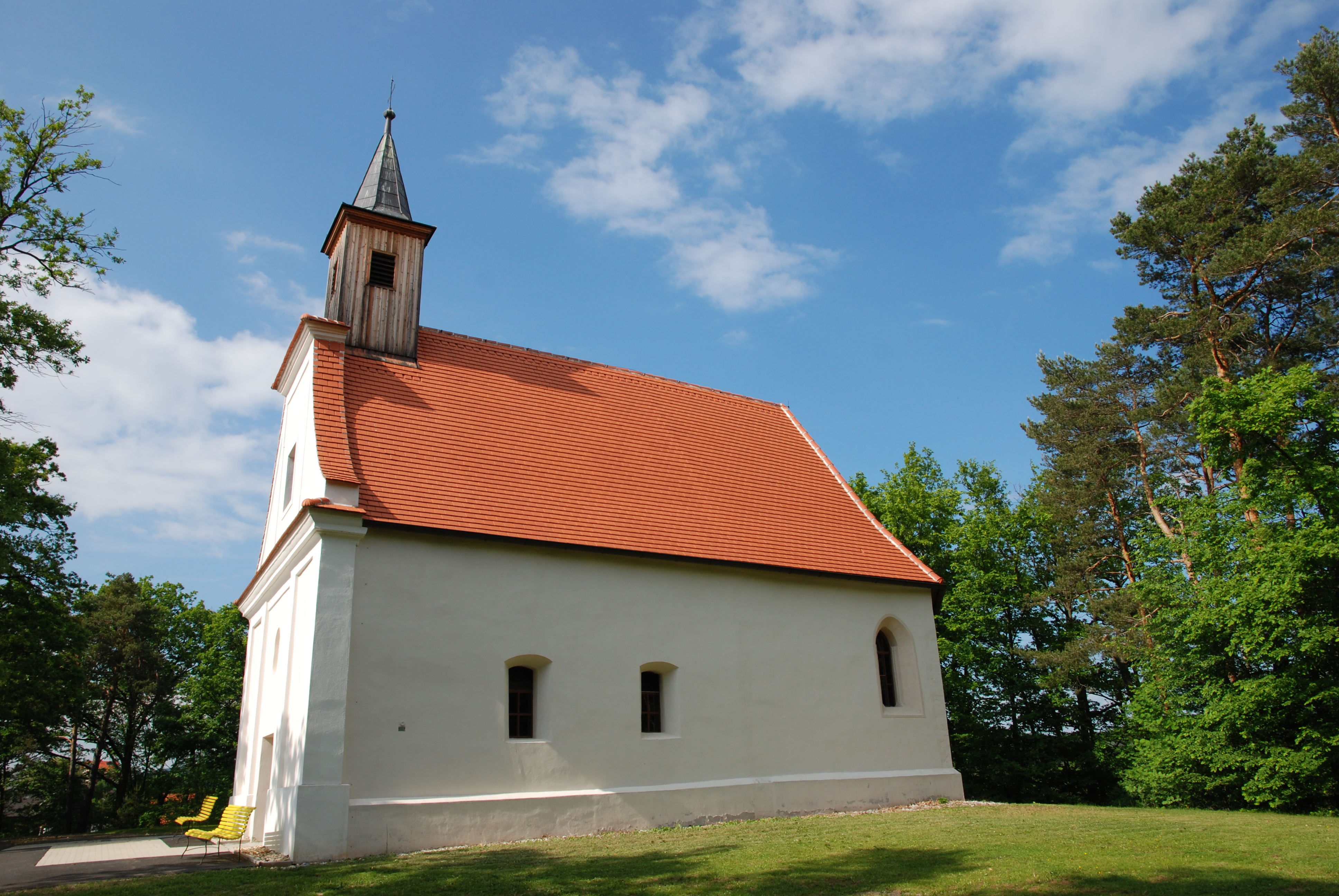
Katholische Filialkirche hl. Oswald in Aschau im Burgenland

Die Filialkirche Aschau im Burgenland steht auf einem Hügel abseits der Ortschaft Aschau im Burgenland in der Gemeinde Oberschützen im Bezirk Oberwart im Burgenland. Die dem Patrozinium hl. Oswald unterstellte römisch-katholische Filialkirche gehört zum Dekanat Pinkafeld in der Diözese Eisenstadt. Die Kirche steht unter Denkmalschutz (Listeneintrag).

## Geschichte
Es wurde angenommen, dass die Fundamente der Kirche in der karolingischen Zeit entstanden sind. Der Chor entstand im 15. Jahrhundert, das Langhaus wurde 1773 erbaut. Die Kirche wurde 1850 renoviert. Eine Gesamtrestaurierung innen und außen erfolgte 1975.

## Architektur
Der gotische Chor mit zwei Spitzbogenfenstern hat einen Dreiachtelschluss. Das Langhaus trägt einen Dachreiter.
Das Kircheninnere zeigt ein Langhaus ohne Jocheinteilung unter einer flachen Bretterdecke. Die Empore aus Holz zeigt einfache Schnitzerei. Der abgefaste Triumphbogen ist spitzbogig. Der Chor zeigt in den Chorecken Dienste für ein nicht ausgeführtes Gewölbe. Den Fußboden bildet ein originales Hodiser Plattenpflaster. Die Türflügel des Westportals schließen mit einem Kastenschloss um 1780.

## Ausstattung
Der Hochaltar aus dem vierten Viertel des 17. Jahrhunderts zeigt zwischen Säulen das Bild hl. Oswald und trägt auf den Gebälk zwei Engelfiguren. Die Kanzel aus Holz entstand im 19. Jahrhundert. Das Kruzifix mit einem Korpus aus dem 17. Jahrhundert hängt am Triumphbogen.
Eine Glocke mit Inschrift entstand im 15. Jahrhundert.